# Svarttjärnen (Enångers socken, Hälsingland, 682393-156406)
Svarttjärnen är en sjö i Hudiksvalls kommun i Hälsingland och ingår i Nianån-Norralaåns kustområde.